# Verdaulichkeit
Verdaulichkeit bezeichnet den Anteil der mit einem Nahrungsmittel aufgenommenen Energie oder Nährstoffe, der nicht wieder mit dem Kot ausgeschieden wird. Die Verdaulichkeit wird üblicherweise in Prozent (max. 100) oder als Faktor (max. 1,0) angegeben.

## Bestimmung der Verdaulichkeit
Die Bestimmung der Verdaulichkeit von Nahrungsmitteln kann auf verschiedene Weise erfolgen:
- In-vivo-Methoden sind Untersuchungen am Lebewesen und werden am häufigsten bei duodenalen Lebewesen eingesetzt. Die scheinbare und wahre Verdaulichkeit gehören hierzu.
- In situ, das heißt durch Untersuchungen „unmittelbar am Ort“, z. B. direkt im Pansen von Wiederkäuern durch sogenannte Fistulierung und In-sacco-Methoden (vgl. Nylon-Bags)
- In vitro, also zum Beispiel durch Simulation oder laboranalytische Untersuchungen

## Arten der Verdaulichkeit

### Scheinbare und wahre Verdaulichkeit
Es wird zwischen scheinbarer und wahrer Verdaulichkeit unterschieden. Die scheinbare Verdaulichkeit {\displaystyle {\text{sV}}} wird dadurch bestimmt, dass die zugeführte Substanz {\displaystyle A} mit der abgeführten Substanz (Faeces) {\displaystyle F} verglichen wird. Die relative Abweichung stellt das Maß der Verdaulichkeit dar.
{\displaystyle {\text{sV}}={\frac {A-F}{A}}}
Es handelt sich hierbei aber tatsächlich nur um eine „scheinbare“ Verdaulichkeit, da während des Verdauungstrakts auch durch die Darmflora produzierte Anteile {\displaystyle e} hinzukommen. Erst wenn diese Anteile herausgerechnet werden, erhält man das Maß, das als wahre Verdaulichkeit ({\displaystyle {\text{wV}}}) bekannt ist.
{\displaystyle {\text{wV}}={\frac {A-(F-e)}{A}}}

### Faecale und ileale Verdaulichkeit
Entscheidend für das Maß der Verdaulichkeit ist, an welchem Punkt in der Verdauung die Faeces gemessen werden. Man spricht von faecaler Verdaulichkeit, wenn die Differenzen über den gesamten Darm (d. h. vom Mund bis zum Anus) gemessen werden, wohingegen die ileale Verdaulichkeit lediglich die Differenz bis zum terminalen Ileum misst. Die faecale Messung kann gegenüber der ilealen die Verdaulichkeit überschätzen, da die katabolen Prozesse im Dickdarm überwiegen. Das heißt, dass ein Großteil der dort aufgenommenen Substanzen ohnehin wieder abgebaut oder anderweitig ausgeschieden werden (z. B. als Urin).